# Frédéric Beigbeder
Frédéric Beigbeder, francoski pisatelj in literarni kritik, * 21. september 1965, Neuilly-sur-Seine. 
Med drugim je avtor romanov 2.999 SIT, Windows on the world in Ljubezen traja tri leta, ki so prevedeni v slovenščino.